# Talghar (Fluss)
Der Talghar (kasachisch Талғар) ist ein linker Nebenfluss des Ili im Südosten von Kasachstan.
Der Talghar entsteht am Zusammenfluss seiner Quellflüsse Linker Talghar und Rechter Talghar am Nordhang des Transili-Alatau. Er verlässt das Gebirge und durchfließt die gleichnamige Stadt Talghar in nördlicher Richtung. Sein Flusslauf führt weiter nach Norden und endet am Südufer des Qapschaghai-Stausees. Der Talghar hat eine Länge von 117 km. Sein Einzugsgebiet umfasst 444 km². Der mittlere Abfluss am Pegel Talghar beträgt 10,6 m³/s.
Der Linke Talghar wird vom Konsmumuu-Gletscher gespeist. Er fließt in nördlicher Richtung durch den Transili-Alatau und vereinigt sich mit dem Rechten Talghar zum Talghar.
Der Rechte Talghar wird vom Memallurg-Gletscher gespeist. Er fließt anfangs nach Norden, wendet sich dann aber nach Nordwesten. Der Mittlere Talghar trifft linksseitig auf ihn. Schließlich vereinigt sich der Rechte Talghar mit dem Linken Talghar zum Talghar.
Der Mittlere Talghar wird vom Schokalsk-Gletscher gespeist. Er fließt in nördlicher Richtung entlang der Westflanke des Pik Talgar, dem höchsten Gipfel des Transili-Alatau, bis er auf den nach Nordwesten strömenden Rechten Talghar trifft.